# 北神戸田園スポーツ公園野球場
北神戸田園スポーツ公園野球場（きたこうべでんえんスポーツこうえんやきゅうじょう）は、日本の兵庫県神戸市北区の北神戸田園スポーツ公園内にある野球場。愛称 あじさいスタジアム北神戸。施設は神戸市が所有し、神戸電鉄が指定管理者として運営管理を行っている。
2000年から2016年までプロ野球・ウエスタン・リーグに属するオリックス・バファローズの二軍の本拠地球場で、同リーグの主催公式戦が開催されていた。

## 歴史
2000年完成。一般公募により、神戸市の花であるアジサイに因む愛称「あじさいスタジアム北神戸」が付与された。完成と同時に、オリックス・ブルーウェーブ（当時）の二軍・サーパス神戸（同）の本拠地球場となった。
2009年までは神戸市内での開催は、週末のごく一部をグリーンスタジアム神戸（神戸球場。現・ほっともっとフィールド神戸）で開催する以外、原則当球場のみであったが、2010年以後、神戸サブ球場を1999年以来本拠地として利用するようになって以後は、神戸での開催をほぼ折半するようになった。特にナイターシーズンの7-9月の試合に特化し、4-6月の大半は神戸サブでの試合が中心となった。2015年の試合開催は10数試合のみとなっている。オリックスが二軍の拠点を大阪市の舞洲に移した2017年シーズン以降は、当球場での公式戦開催はない。
一方、2017年からは関西独立リーグ (2代目)（さわかみ関西独立リーグ）に所属する兵庫ブレイバーズ（2020年シーズンまでは「兵庫ブルーサンダーズ」、2021年は「神戸三田ブレイバーズ」）が公式戦を実施している。

## 施設概要
- 両翼：99m、中堅：122m
- 内野：クレー舗装、外野:人工芝
  - 2014年3月に人工芝の全面改修を実施した。
- 照明設備：4基
- スコアボード：磁気反転式
- 収容人員：3,000人
  - ネット裏（屋根なし）：ベンチ席［1,000人］、一・三塁側：芝生［2,000人］、外野：芝生（通常は閉鎖されており、特例［後述］を除き解放されない）

2008年5月3日の清原和博が出場したサーパス対阪神戦では、球場最多新記録の5621人が入場（ネット裏と内野芝生席だけでは入り切らず、通常は稼働しない外野芝生席も解放された）。

## 交通
公共交通利用の場合は、神戸電鉄三田線の岡場駅と神鉄道場駅から神姫バス利用となる（下記参照）。直線距離での最寄駅は岡場駅の2つ三田寄りの二郎駅。
- 神戸電鉄三田線岡場駅・神鉄道場駅から神姫バス68系統で「菖蒲が丘2丁目」下車後徒歩約10分